# 多肉植物

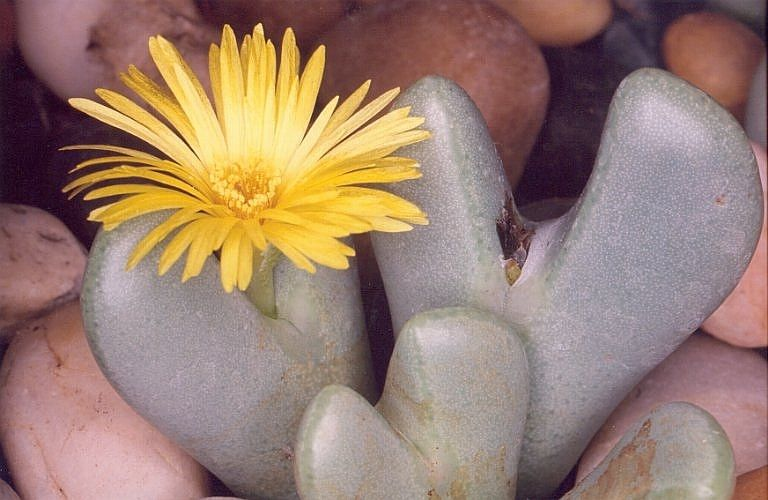
Conophytum ampliatum ハマミズナ科の多肉植物

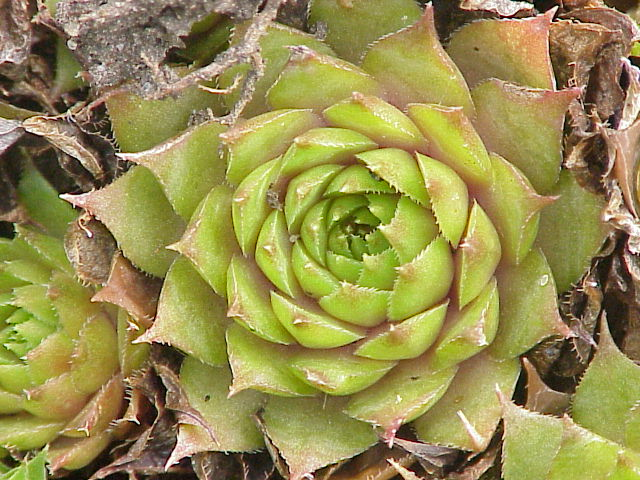
ヤネバンダイソウSempervivum tectorum ベンケイソウ科の多肉植物

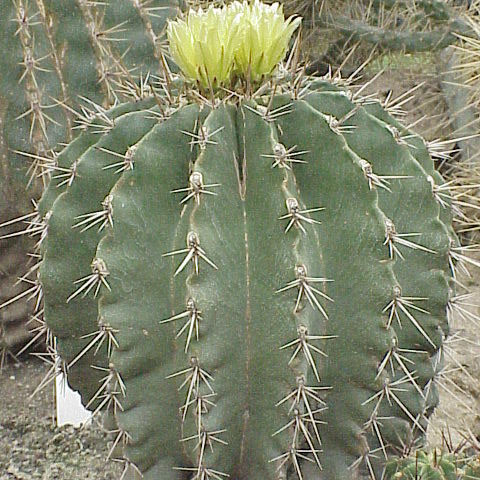
竜虎 Ferocactus echidne サボテン科のサボテン

多肉植物（たにくしょくぶつ）は、葉、茎または根の内部の柔組織（じゅうそしき）に水を貯蔵している植物の総称である。砂漠や海岸のような乾燥地帯に生育するものが多い。多肉植物のうちで、サボテン科が非常に種類の多いグループであるため、一般に園芸業界では「サボテン」とそれ以外の「多肉植物」とに分けて呼ばれることが多い。

## 特徴
多肉植物とは、肉厚な茎や葉に水を貯めることのできる植物である。多くの多肉植物は表面がクチクラ層で覆われて水の蒸発を防いでいる。さらに、水の消費が少ない反応経路であるCAM型光合成（ベンケイソウ型有機酸代謝、日中は気孔を閉じて炭酸固定をせず、夜間に炭酸固定をする）が多くの多肉植物に見られる。
同じように水の確保の難しい環境に生活する着生植物にも、多肉植物と共通した性質が多くみられる。たとえばカトレアは、かなり多肉植物としての性質をもつと思われるが、普通は多肉植物と呼ばれることはない。 
多肉植物はさまざまな系統をもつ。サボテン科、アロエ科、ハマミズナ科、ベンケイソウ科などのように多くの種が多肉化した科もあるが、科の中のごく一部の種のみが「多肉植物」と呼ばれる場合もある。
多肉植物の多くは、乾燥地に適応するために、水を蓄えるようになったものと考えられる。多肉化する部分は、植物体全体である場合、主として葉である場合、主として茎である場合など、種によってさまざまである。
植物体全体が多肉であるのは、ベンケイソウ科などに見られる。普通の草の姿で、茎も葉も分厚くなっている。
葉が厚くなっているものとしては、リュウゼツランの仲間や、メセン類がある。いずれも茎はごく短く、葉が厚くなっている。リュウゼツラン科では多くの場合、葉が厚くなっているだけで普通の草のような姿であるが、葉がさらに厚くなり、ほとんど棒状となり、草全体もほぼ球形に近くなっているものもある。また、ハオルシア属（ススキノキ科）に多く見られるように、葉が多肉化すると共に、葉の先端が日光を内部に取り込む透明な窓として発達し、その窓だけを地面から出すことで、過酷な環境に適応しているものもある。
茎が発達するものは、サボテンがその代表となるが、トウダイグサ科にもそれとよく似たものがある。いずれも、茎は厚く太くなる。葉があるものでは、さほど厚くなく、種類によっては乾季には葉を落とす。また、葉が刺になってしまったものもある。いずれにせよ、茎は緑色になり、光合成をそこで行なう。サボテン科やトウダイグサ科ユーフォルビア属のように茎が多肉化したものでは丸い形をしたものも多い。これは、最小限の表面積で大きな内部体積を確保することになるので、水蒸気の発散を抑える意味があると考えられる。正多角形に近い形でひだがあったり、大きな凹凸があったりするものも多い。これは、茎の水分が失われて収縮した時に、球形に近い形を保ったままで収縮するのに有効であると考えられている。
特殊な多肉植物として、英語でCaudiciformと呼ばれるものがある。日本語の定訳はないが、通称でボトルツリーとか壷植物とか言われる。これは茎（木本では幹）の下部が膨れて（この部分をCaudexと呼ぶ）水分を貯蔵するもので、葉は特に多肉ではなく、熱帯の乾燥地に産するものが多い。よく知られる例としてはトックリラン（通称ポニーテール、ノリナ）がある。形としては球茎・塊茎（いわゆる球根あるいは芋）に似るが、地上にある点が異なる。また類似のものとして、バオバブのように幹が全体として太くなり水分を貯蔵する木本もある。

## 栽培
多肉植物として扱われる植物は非常に多く、その性質も千差万別であるため一概に説明する事は出来ないが、ホームセンターや100円ショップ、専門店などで手ごろな価格で入手できるもの（ベンケイソウ科が多い）は基本的に丈夫で栽培の容易なものが多い。
第一に必要なのは十分な光。種類によっては直射日光では強すぎ、網などで覆って適度に遮光しなければならないものもあるが、いずれにしても日照時間が長くとれるほど望ましい。どうしても日照を確保できない場合は人工光源で補う。
培養土は砂・パーライト・腐葉土・薫炭などを混合した通気性がよいものが多く使われるが、丈夫な種類は肥沃な畑土にバーク堆肥を3割ほど混ぜた物で育てればよい。サボテンやアロエ、金のなる木では専用の培養土が売られている。多肉植物の原産地はアルカリ性の土地のところが少なくない為、培養土に石灰質を少々混入すると生育が良くなる種類もある。多肉植物は成長の遅いものが多いため肥料は少なめで長く効くものが良い。
水やりも種によって異なるが、夏に生長するものと冬に成長するものに分けられ、生長期には意外に多くの水分を要する。生長期がわからないものは春と秋に水を与えて様子をみる。一般に多肉植物の栽培では水の量と光の量のバランスがもっとも重要で、水が光の量に対して多すぎると徒長してしまい、本来の美しさを失ってしまうばかりか、根腐れの危険もある。
繁殖については、種子繁殖は多くが自家受粉をしないため、株分けしたものではない他の個体の花粉を用意する必要がある。結実すると細かい種子が多数でき、短時間のうちに発芽する。これらは短い雨季の間に繁殖を行うための適応と考えられる。発芽前後の種子・新芽は十分な水分に曝し、なおかつ水中に沈まない程度に管理する必要がある。ある程度の大きさに育つまで、鉢の上をサランラップで密閉するなどしておくとよい。自家受粉しない一方、容易に他種とも交配し、属間交配まですることが知られている。このため交雑に注意する必要があるが、一方でこれを利用して新品種の創出も積極的に行われている。
また、栄養繁殖（挿し木や挿し芽、接木など）は、体組織の貯水機能と水分消費を抑える機能が発達しているため、総じて容易である。ベンケイソウ科の中には葉にも生長点を持っているものがあり、脱落した葉の一枚からでも新しい個体を再生することができる。自生地の乾燥した環境では、あらかじめ自身で十分な水分を蓄えている体組織による栄養繁殖も大きなウェイトを持っていると考えられる。
体組織の水分含有量が多いため、状態によって体積が大きく変動する。特に繊維質が少ない発芽直後の苗などは枯死すると視認困難なほど縮んでしまう。栽培家の間では「溶ける」と言い慣わす。病気などで内部組織が死滅すると、茎や葉の一部だけが萎縮していることから判別できる。その場合、萎縮部位より先の部分は切り離して挿し木しなおすことで助かる可能性がある。切断には消毒した刃を使用し、断面に黒変部が見られる場合、黒変が見えなくなるまで少しずつ切り上げていく。

## 園芸植物として
多肉植物には観賞用に栽培されるものが多い。花を観賞するマツバギク（ハマミズナ科）、マツバボタン（スベリヒユ科）など、普通の草に近い姿のものは、乾燥に強い性質を評価されて、石垣などで栽培されることが多い。マンネングサ類は、屋上緑化に利用されることもある。
普通の植物の姿から離れた、サボテン科や、観葉植物のリュウゼツラン科、アロエ科、ベンケイソウ科などのまとまった姿の多肉植物は、一つのジャンルとして成立している。世界中にマニアがおり、寿命の長いサボテンの大型種など、大変な高額で取り引きされる場合がある。日本では、この範疇に含まれると判断された植物は、漢字で表記できる名前が与えられ、その名前で流通する。
中国では2014年に開催された見本市をきっかけとして、日本の多肉植物が高い人気となっており、特にハオルチアが高額で取引されている。また、現地での品種改良、量産も始まっている。

## 科、属

### 多肉植物の科別種数と分布
ここでは主に観賞植物として扱われる種を取り上げる。
| 科 | 種類数 | 貯水器官                                 | 分布 |
| --- | ------ | ---------------------------------------- | ---- |
| サボテン科 Cactaceae |        |                                          |      |
| 1600↑ | 茎     | アメリカ大陸                             |      |
| ・エキノカクタス属 Echinocactus ・オプンティア属 Opuntia ・リプサリス属 Rhipsalis ※着生植物でもある。 ・マミラリア属 Mammillaria など多数 |        |                                          |      |
| ベンケイソウ科 Crassulaceae |        |                                          |      |
| 1300↑ | 葉     | 世界中                                   |      |
| ・セダム属 sedum ・エケベリア属 Echeveria ・クラッスラ属 Crassula ・イワレンゲ属 Orostachys など多数                                      |        |                                          |      |
| ハマミズナ科 Aizoaceae （ツルナ科、メセン科）                                                                                             |        |                                          |      |
| 1000〜2000 | 葉     | アフリカ南部、オーストラリア             |      |
| ・リトープス属 Lithops ・コノフィツム属 Conophytum ・フォーカリア属 Faucaria ・デロスペルマ属 Delosperma など多数                         |        |                                          |      |
| トウダイグサ科 Euphorbiaceae |        |                                          |      |
| 1000↑ | 茎     | 世界中（主にアフリカ）                   |      |
| ・ユーフォルビア属 Euphorbia ・モナデニウム属 Monadenium ・ヤトロファ属（ナンヨウアブラギリ属）Jatropha ・ペディランサス属 Pedilanthus    |        |                                          |      |
| ススキノキ科 Asphodelaceae （ツルボラン亜科） 旧ユリ科 （APG植物分類体系ではアロエ科を含む）                                              |        |                                          |      |
| 500↑ | 葉     | アフリカ、マダガスカル、オーストラリア   |      |
| ・アロエ属 Aloe ・ハオルチア属（ハオルシア属）Haworthia ・ガステリア属 Gasteria ・ブルビネ属 Bulbine など                                 |        |                                          |      |
| キョウチクトウ科 Apocynaceae |        |                                          |      |
| 500↑ | 茎     | アフリカ、中近東、インド、オーストラリア |      |
| ・パキポディウム属 Pachypodium ・アデニウム属 Adenium ガガイモ亜科（ガガイモ科） ├フェルニア属 Huernia └スタペリア属 Stapelia など        |        |                                          |      |
| リュウゼツラン科 Agavoideae （APG植物分類体系ではキジカクシ科に分類）                                                                     |        |                                          |      |
| 300↑ | 葉     | 北米、中米                               |      |
| ・アガベ属（リュウゼツラン属）Agave ・ドラセナ属（サンセベリア属）Dracaena ・ユッカ属（イトラン属）Yucca など                             |        |                                          |      |
| キク科 Asteraceae |        |                                          |      |
| 70↑ | 茎、葉 | アフリカ、ヒマラヤ、ハワイ               |      |
| ・セネシオ属（キオン属）Senecio ・オトンナ属 Othonna ・デンドロセネシオ属 Dendrosenecio ・ギンケンソウ属 Argyroxiphium など               |        |                                          |      |
| スベリヒユ科 Portulacaceae |        |                                          |      |
| 不明 | 葉     | アメリカ大陸、オーストラリア、アフリカ   |      |
| ・アナカンプセロス属 Anacampseros ・ポーチュラカリア属 Portulacaria ・アボニア属 Avonia ・カランドリニア属 Calandrinia など               |        |                                          |      |
| ウリ科 Cucurbitaceae |        |                                          |      |
| ごくわずか | 葉、根 | マダガスカル                             |      |
| ・クセロシキオス属 Xerosicyos ・ケドロスティス属 Kedrostis ・ケファロペンタンドラ属 Cephalopentandra ・セイリギア属 Seyrigia              |        |                                          |      |
| ディディエレア科 Didiereaceae (カナボウノキ科)                                                                                            |        |                                          |      |
| 11 | 茎     | マダガスカルの固有種                     |      |
| ・ディディエレア属 Didierea ・アローディア属 Alluaudia ・デカリア属 Decarya                                                               |        |                                          |      |

### 上記の他に多肉植物とみなす、含むことのあるもの
| 科 | 種類数 | 貯水器官                       | 分布 |
| --- | ------ | ------------------------------ | ---- |
| キジカクシ科 Asparagaceae （ツルボ亜科）旧ユリ科 |        |                                |      |
| 100↑ | 球根   | アフリカ南部                   |      |
| ・オーニソガラム属 Ornithogalum ・ドリミア属 Drimia ・アルブカ属 Albuca ・マッソニア属 Massonia など ※特にケープ地方周辺に自生している葉姿が特徴的な種はユリ科、ヒガンバナ科、アヤメ科の種などと共に「ケープバルブ」と呼ばれる。 |        |                                |      |
| パイナップル科 Bromeliaceae （アナナス科、ブロメリア科） |        |                                |      |
| 不明 | 葉     | アメリカ大陸                   |      |
| ・ディッキア属 Dyckia ・ヘクティア属 Hechtia など ※特に「グラウンドブロメリア」と呼ばれるグループ。 |        |                                |      |
| コショウ科 Piperaceae |        |                                |      |
| ごくわずか | 葉     | 世界中の熱帯                   |      |
| ・ペペロミア属（サダソウ属）Peperomia |        |                                |      |
| イラクサ科 Urticaceae |        |                                |      |
| ごくわずか | 葉     | 世界中の熱帯、亜熱帯           |      |
| ・ピレア属 Pilea |        |                                |      |
| シソ科 Lamiaceae |        |                                |      |
| 不明 | 葉     | アフリカ南部                   |      |
| ・プレクトランサス属 Plectranthus |        |                                |      |
| ツユクサ科 Commelinaceae |        |                                |      |
| 不明 | 葉     | アメリカ大陸                   |      |
| ・トラディスカンティア属 Tradescantia |        |                                |      |
| ハロフィタ科 Halophytaceae |        |                                |      |
| 1種のみ | 葉     | パタゴニアの固有種             |      |
| ・ハロフィツム属 Halophytum ※Halophytum ameghinoi により一科一属一種を構成する。 |        |                                |      |
| スミレ科 Violaceae |        |                                |      |
| ごくわずか | 葉     | アンデス 〜 パタゴニアの固有種 |      |
| ・スミレ属 Viola ※特に「ロゼットヴィオラ」と呼ばれる種 |        |                                |      |

### いわゆる塊根植物（または塊茎植物）を多く含む科、属

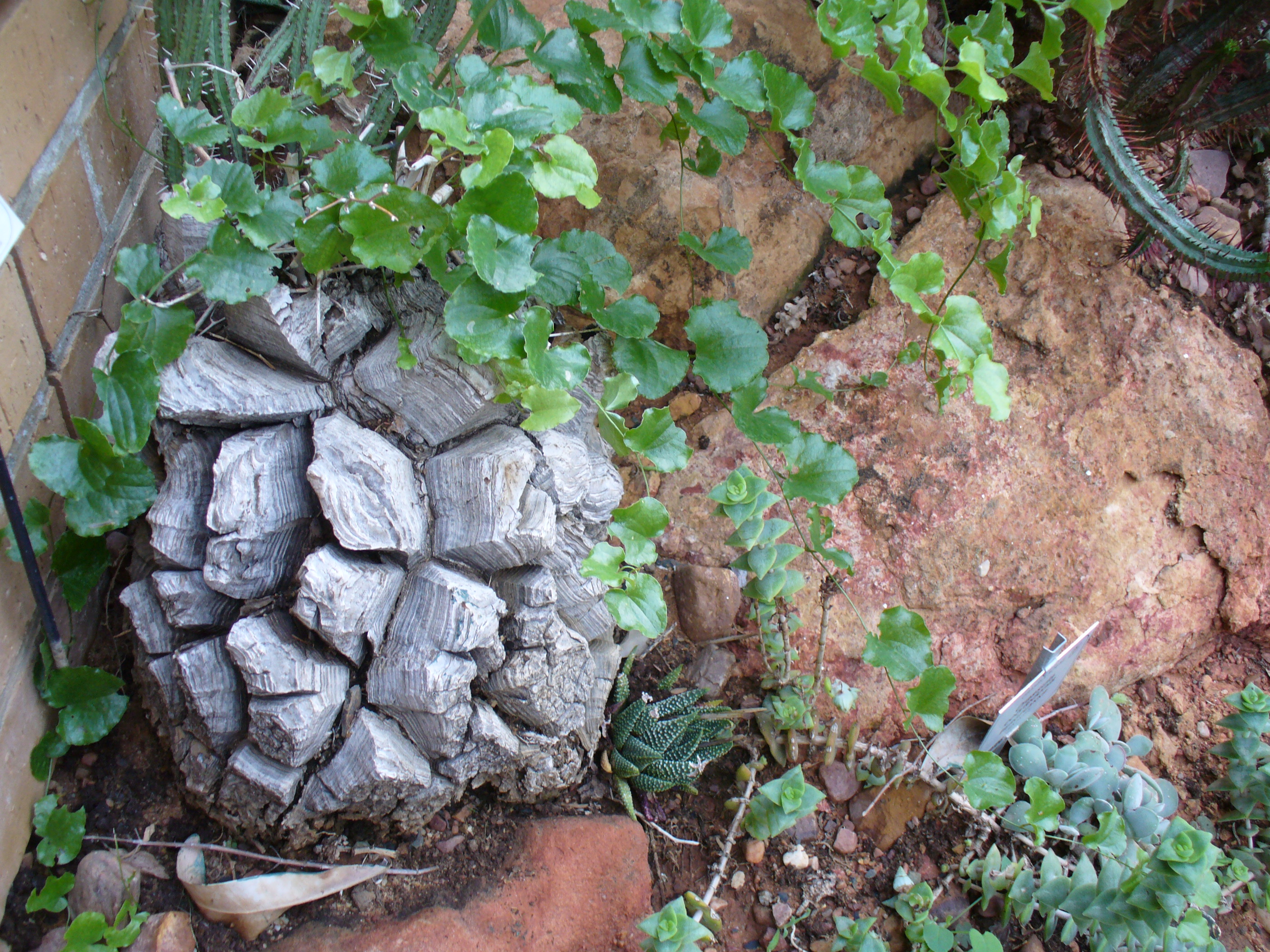
ディオスコレア
亀甲竜

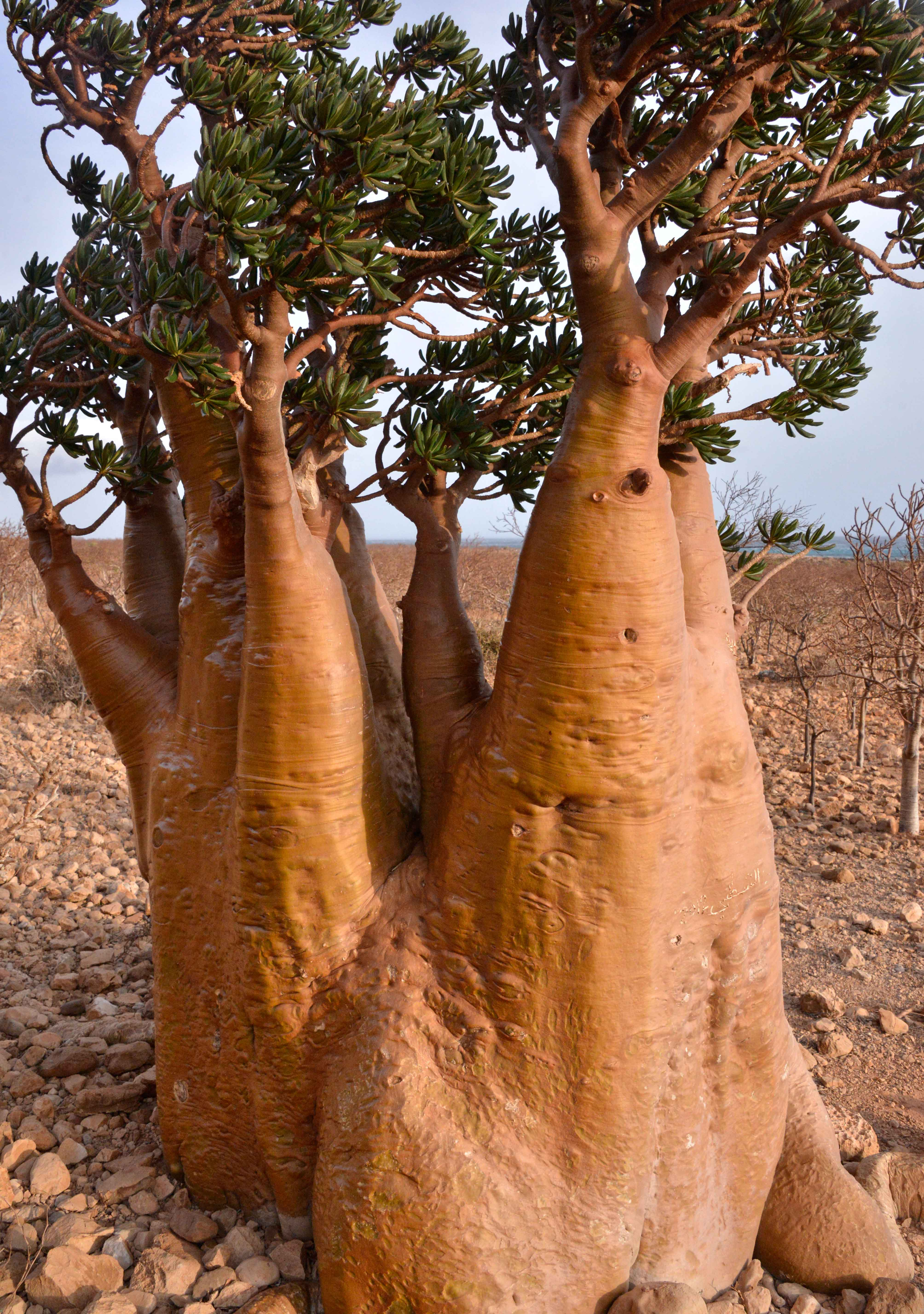
アデニウム
ソコトラナム

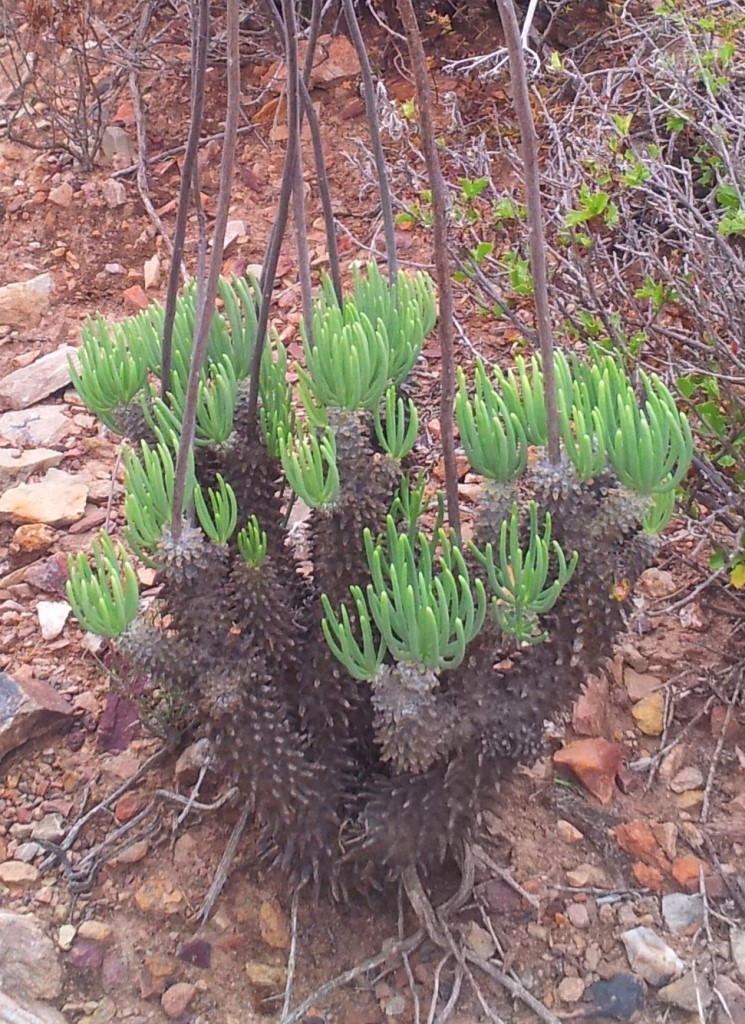
チレコドン
ワリチー

- アオイ科 Malvaceae - バオバブ属（アダンソニア）（ 旧パンヤ科 ）
- アオギリ科 Sterculiaceae  - ブラキシトン属
- アカネ科 Rubiaceae - ヒドノフィツム属　※アリ植物でもある。
- イワタバコ科 Gesneriaceae - シンニンギア属
- ウコギ科 Araliaceae - クッソニア属
- ウルシ科 Anacardiaceae - オペルクリカリア属
- カタバミ科 Oxalidaceae - オキザリス属
- カンラン科 Burseraceae - コンミフォラ属、ブルセラ属、ベイセリア属
- キキョウ科 Campanulaceae - ブリグハミア属
- クワ科 Moraceae - イチジク（フィカス）属、ドルステニア属
- ゴマ科 Pedaliaceae - ウンカリーナ属
- ツヅラフジ科 Menispermaceae - ハスノカズラ（ステファニア）属
- ツリフネソウ科 Balsaminaceae - インパチェンス属
- ツルムラサキ科 Basellaceae - ウルクス属
- トケイソウ科 Passifloraceae - アデニア属
- ヒガンバナ科 Amaryllidaceae - ブーファン属、キルタンサス属
- ヒルガオ科 Convolvulaceae - イポメア属
- フォークイエリア科 Fouquieriaceae - イドリア属、フォークイエリア属
- フクロソウ科 Geraniaceae - サルコカウロン属、ペラルゴニウム属
- ブドウ科 Vitaceae - キフォステンマ属、シッサス属
- マメ科 Fabaceae - センナ属、エレファントリザ属
- ヤマゴボウ科 Phytolaccaceae - フィットラッカ属
- ヤマノイモ科 Dioscoreaceae - ディオスコレア属
- ワサビノキ科 Moringaceae - モリンガ属

などがある。

### 多肉質な海浜植物、塩生植物
海浜植物や塩生植物の中には多肉質な種も多数存在しており、科としてはヒユ科やハマミズナ科の種が多く見受けられる。

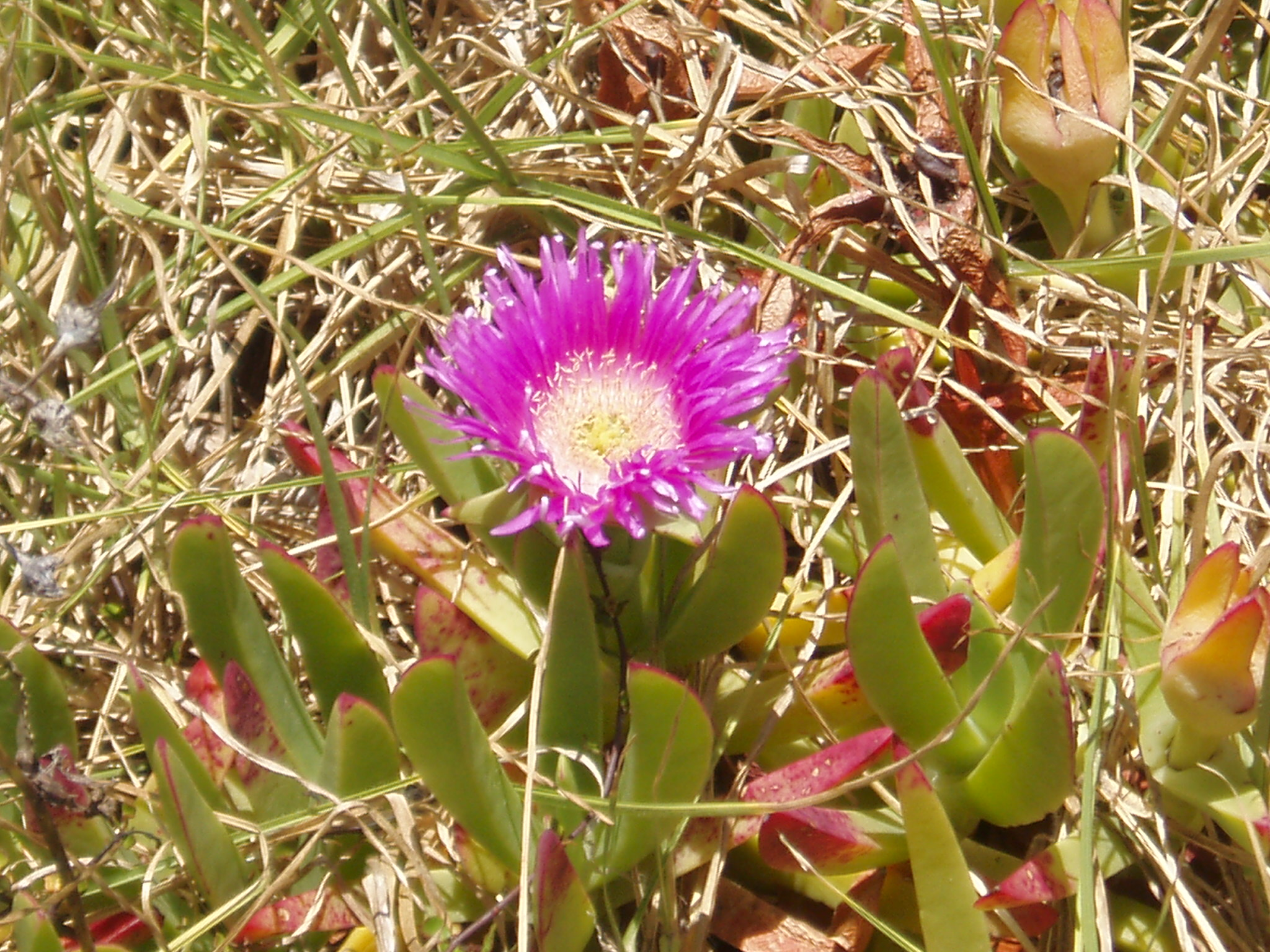
カルポブロツス バクヤギク
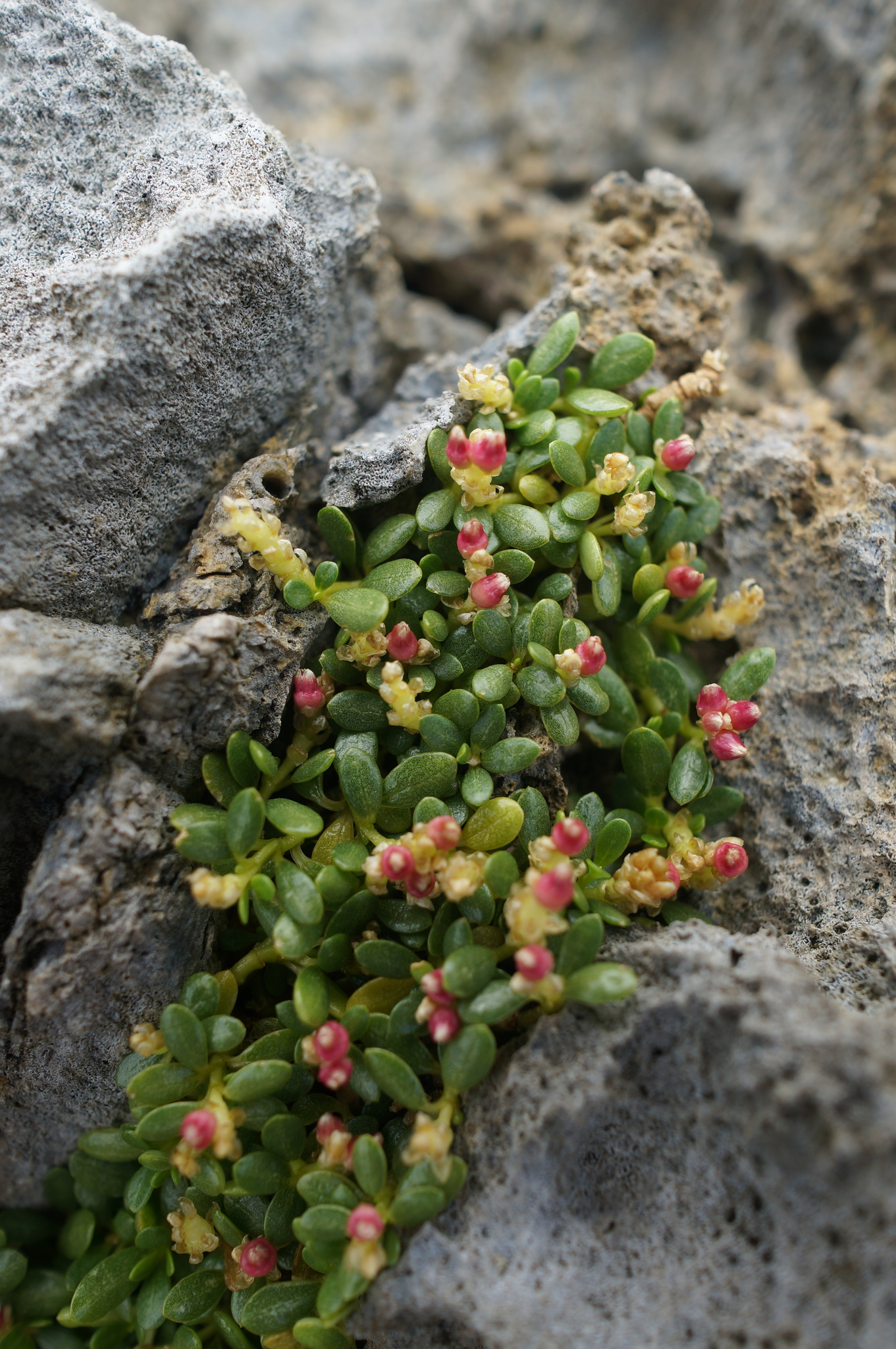
ブルタパロン イソフサギ
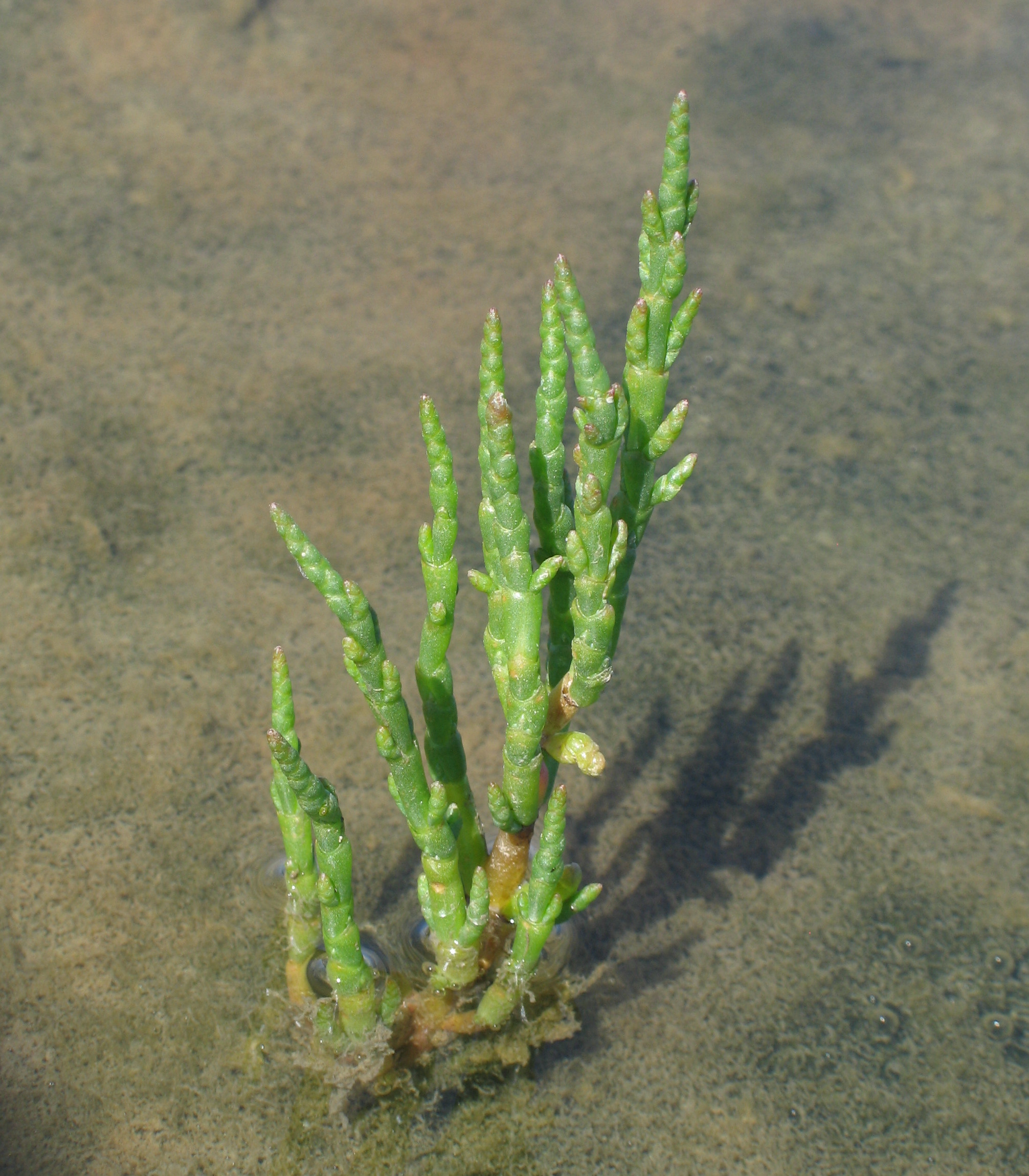
サリコルニア アッケシソウ
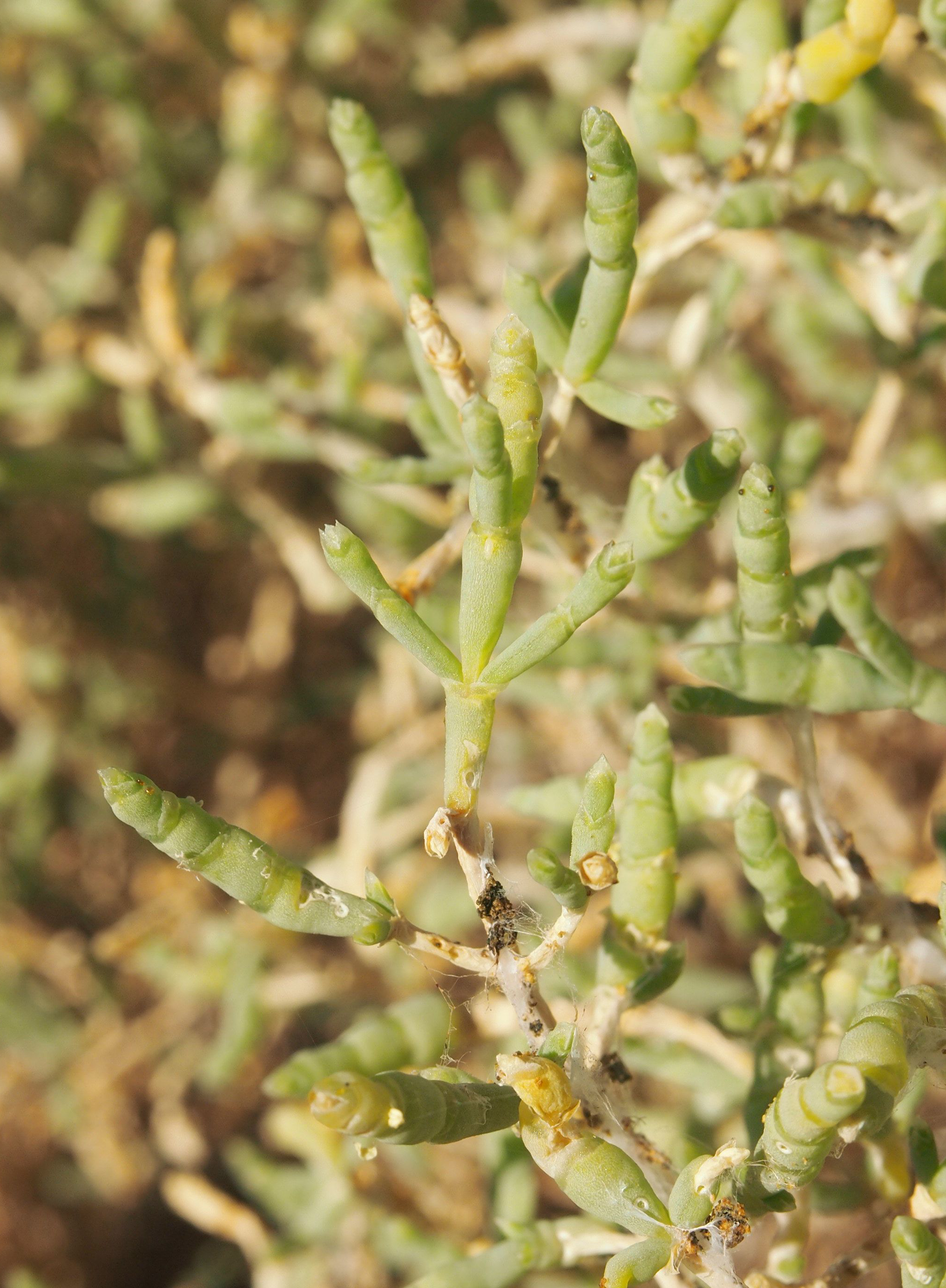
テクティコルニア テヌイス
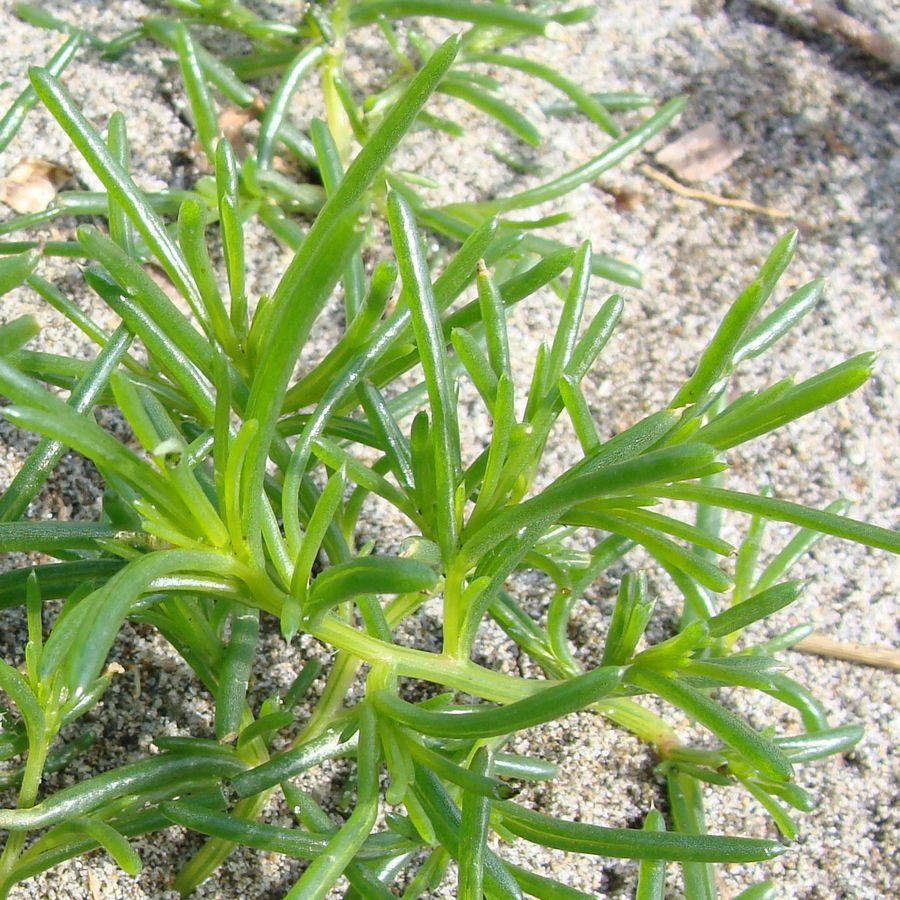
オカヒジキ属 オカヒジキ
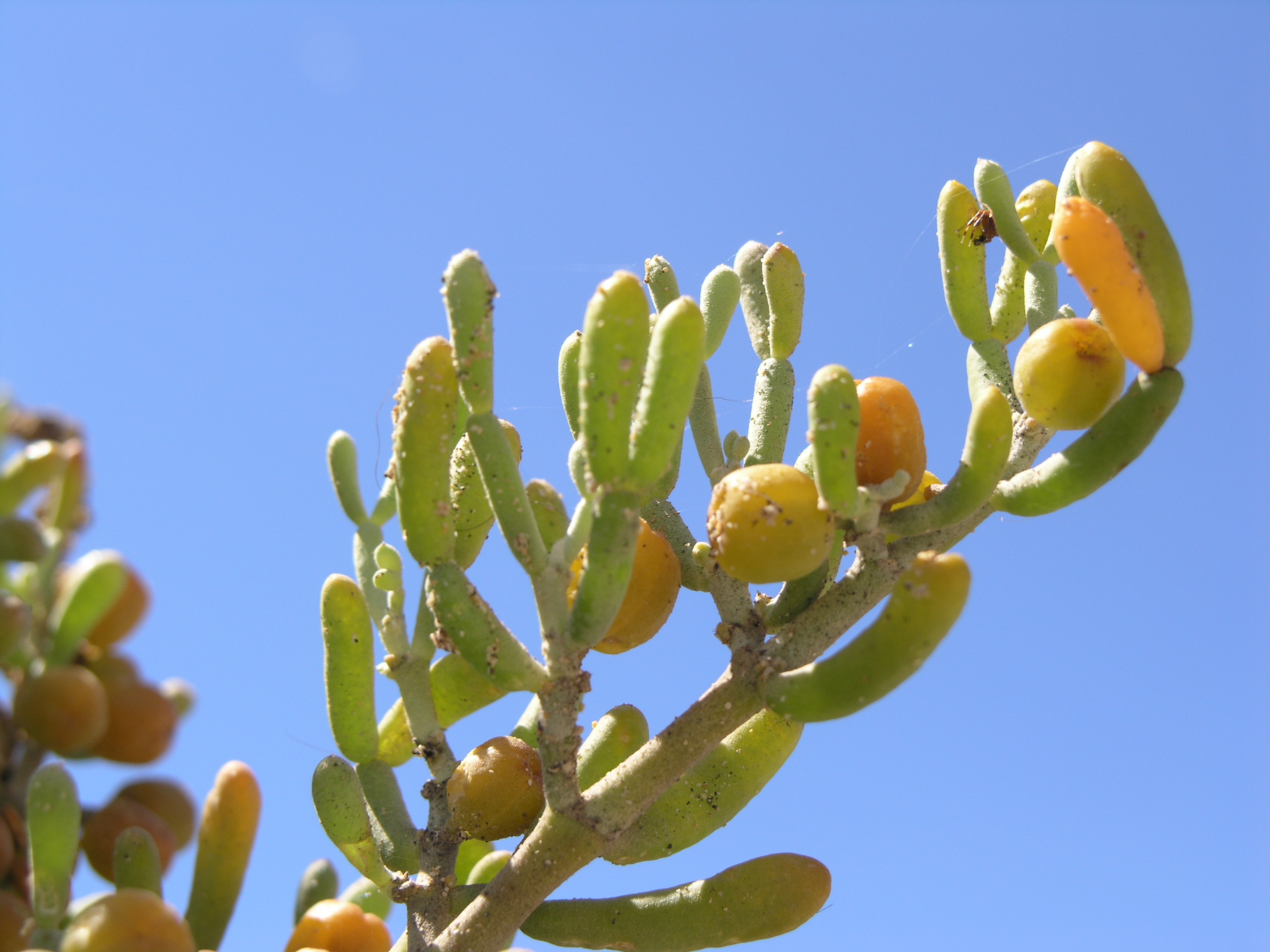
ジゴフィルム フォンタネシー
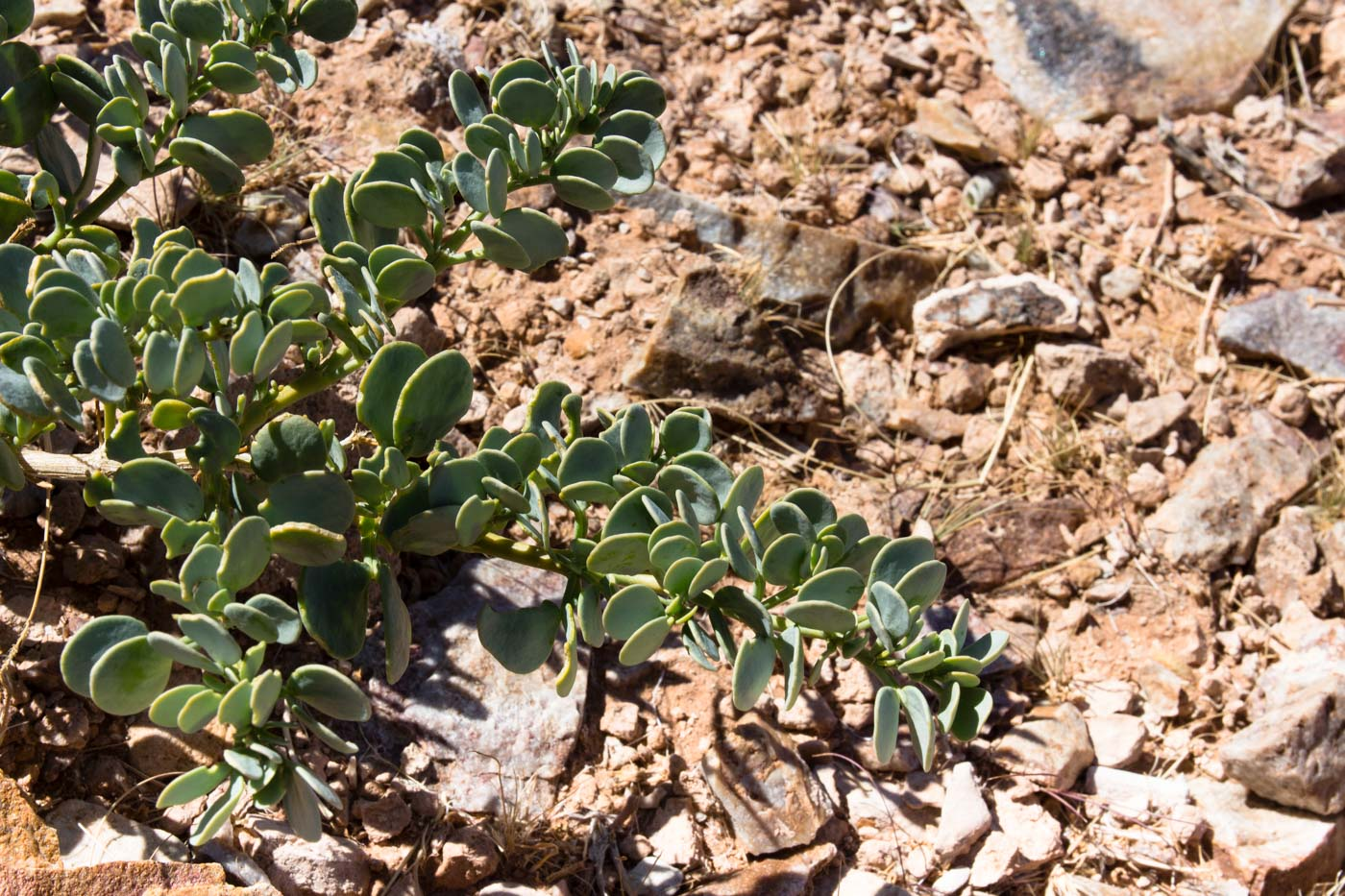
ジゴフィルム スタッフィ
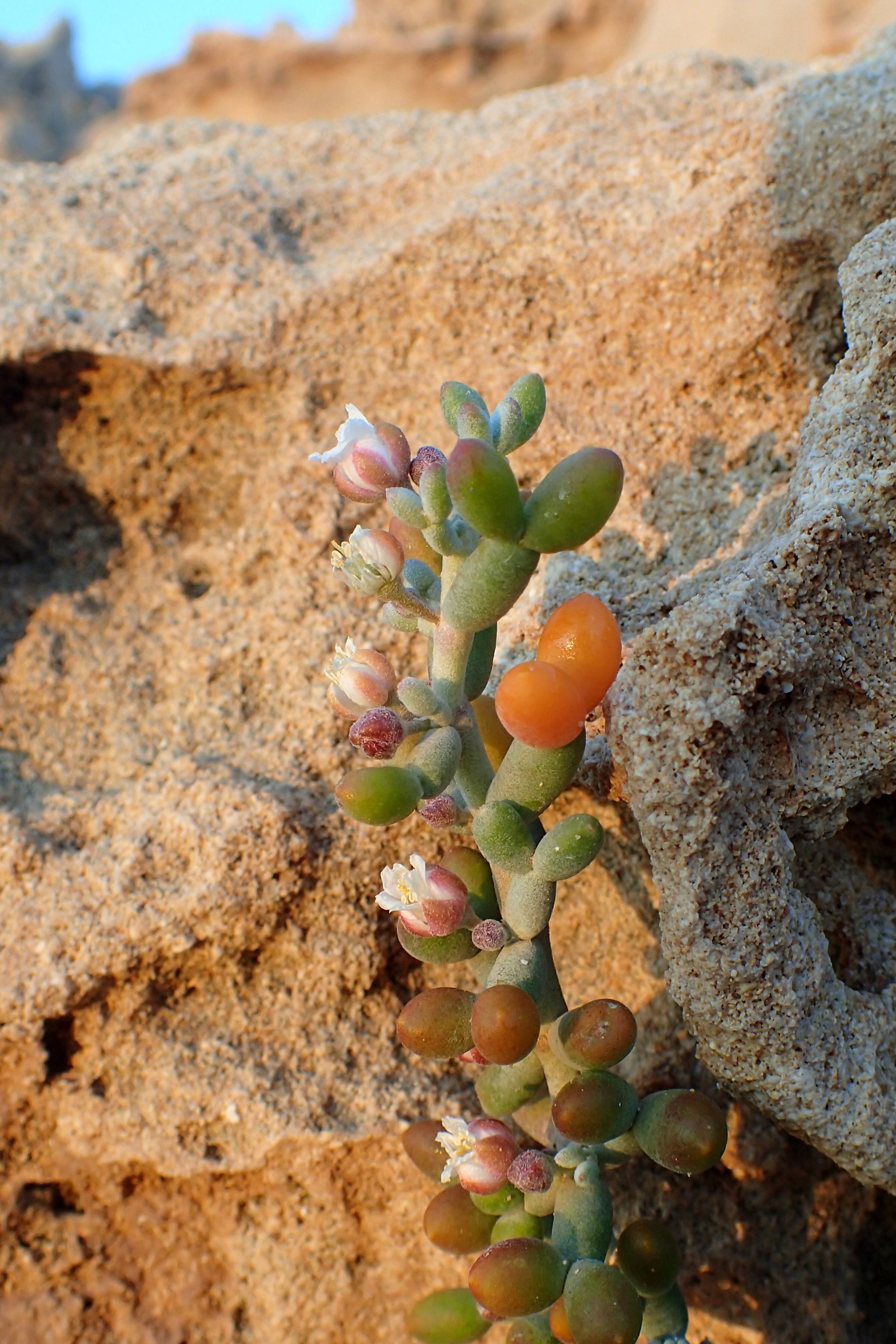
テトラエナ アルバ
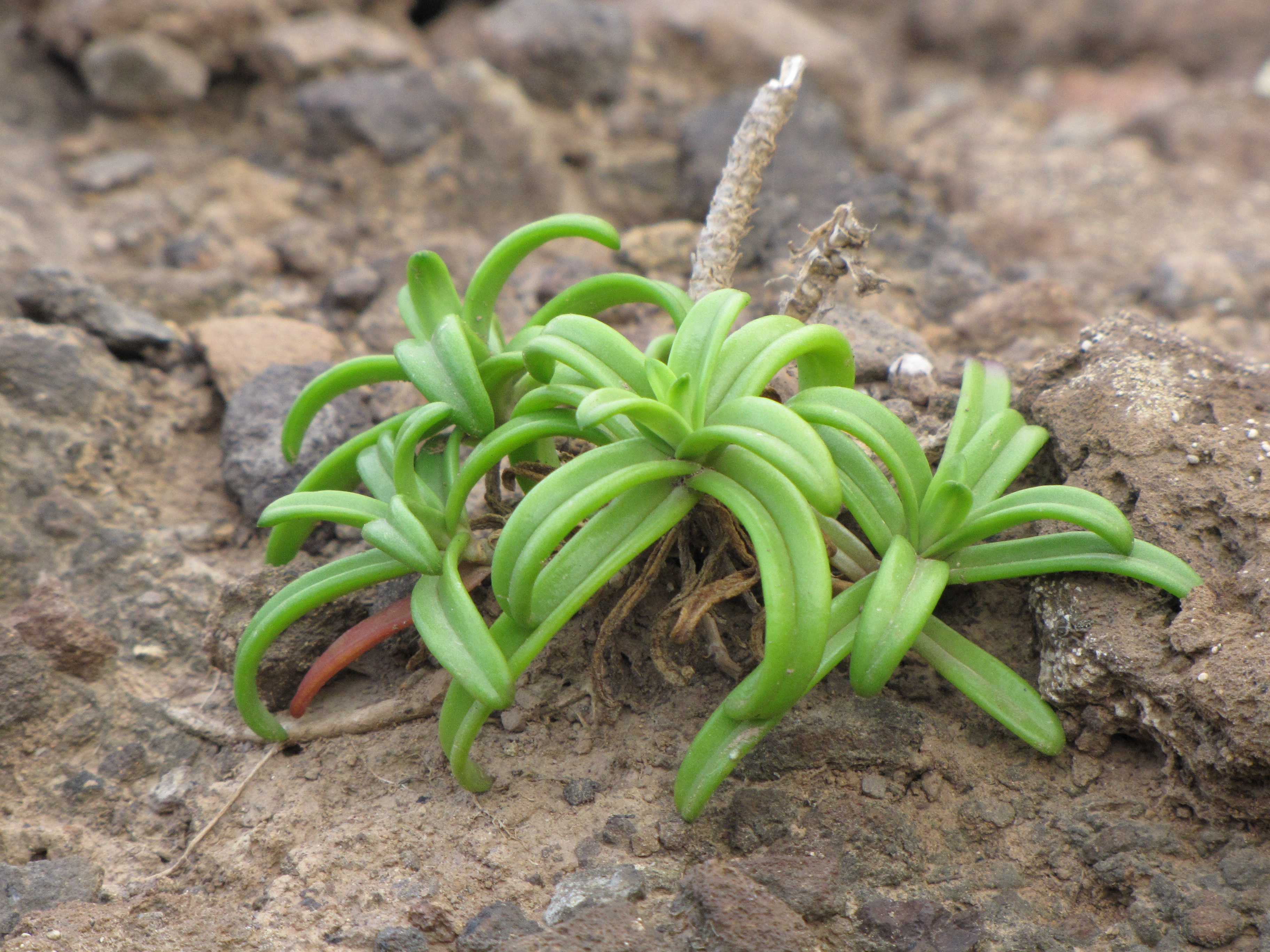
シエデア グロボーサ

### 多肉植物の科、属
- リュウゼツラン科 (Agavoideae) : リュウゼツラン属 (Agave), Beschorneria, オリヅルラン属 (Chlorophytum), マンネンラン属 (Furcraea), ヘスペラロエ属 (Hesperaloe), Hesperoyucca, ユッカ属 (Yucca)
- ハマミズナ科 (Aizoaceae) :  Aizoanthemum, Aizoon, Galenia, Sesuvium, Tetragonia, Trianthema, Zaleya
  - 亜科 (subfamily) Mesembryanthemoideae (syn. Mesembryanthemaceae): Acrodon, Aethephyllum, Aloinopsis, Amoebophyllum (non-current), Amphibolia, Antegibbaeum, Antimima, Apatesia, Aptenia, Arenifera, Argyroderma, Aridaria, Aspazoma, Astridia, Bergeranthus, Berrisfordia (non-current), Bijlia, Braunsia, Brianhuntlia, Brownanthus, Calamophyllum, Carpanthia, Carpobrotus, Carruanthus, Caryotophora, Caulipsilon, Cephalophyllum, Cerochlamys, Chasmatophyllum, Cheiridopsis, Circandra, Cleretum,Conicosia, Conophytum, Corpuscularia, Cylindrophyllum, Dactylopsis, Delosperma, Dicrocaulon, Dinteranthus, Diplosoma, Disphyma,Dorotheanthus, Dracophilus, Drosanthemum, Eberlanzia, Ebracteola, Ectotropis (non-current), Enarganthe, Erepsia, Esterhuysenia, Eurystigma (non-current), Faucaria, Fenestraria, Frithia, Gibbaeum, Glottiphyllum, Halenbergia (non-current), Hallianthus, Hameria, Hartmanthus, Hereroa, Herrea (non-current), Herreanthus (now Conophytum), Hydrodea (non-current), Hymenogyne, Ihlenfeldtia, Imitaria (non-current), Jacobsenia, Jensenbotrya, Jordaaniella, Juttadinteria, Kensitia (non-current), Khadia, マツバギク属 (Lampranthus), Lapidaria, Leipoldtia, Lithops, Machairophyllum, Malephora, Marlothistela, Maughaniella (non-current), Mesembryanthemum, Mestoklama, Meyerophytum, Micropterum (non-current), Mimetophytum (non-current), Mitrophyllum, Monilaria, Mossia, Muiria, Namaquanthus, Namibia, Nanathus, Nelia, Neohenricia, Neorhine (non-current), Nycteranthus (non-current), Octopoma, Odontophorus, Oophytum, Ophthalmophyllum (non-current), Orthopterum, Oscularia, Ottosonderia, Pherelobus (non-current), Phiambolia, Phyllobolus, Platythyra (non-current), Pleiospilos, Polymita, Prenia, Psammophora, Psicaulon, Rabiea, Rhinephyllum, Rhombophyllum, Ruschia, Ruschianthemum (non-current), Ruschianthus, Ruschiella, Saphesia, Sarozona,Sceletium, Schlecteranthus, Schwantesia, Scopologena, Semnanthe (now Erepsia), Skiatophytum, Smicrostigma, Sphalmanthus (non-current), Stayneria, Stoeberia, Stomatium, Synaptophyllum, Tanquana, Titanopsis, Trichodiadema, Vanheerea, Vanzijlia, Viokia, Wooleya, Zeuktophyllum